# Freistadt
Freistadt è un comune austriaco di 7 703 abitanti nel distretto di Freistadt, in Alta Austria, del quale è capoluogo e centro maggiore; ha lo status di città capoluogo di distretto (Bezirkshauptstadt).

## Geografia fisica
Si trova nella parte centro-occidentale del suo distretto, lungo la strada Linz-Praga, a metà del percorso fra České Budějovice e Linz (da cui dista 40 km).

## Storia
La città, di origine medievale, fu fondata attorno al 1220; le mura cittadine interne, costruite nel 1390, esistono ancora attualmente.

## Amministrazione

### Gemellaggi
- Kaplice, dal 1994[senza fonte]